# Sistem cristalin tetragonal

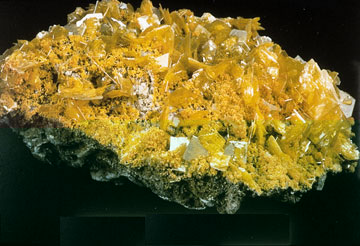
Un exemplu de mineral ce cristalizează în sistemul tetragonal este wulfenitul

În cristalografie, sistemul cristalin tetragonal (sau pătratic) este un sistem cristalin al cărui celulă elementară este formată din trei axe perpendiculare, cu două intercepte egale și unul diferit. Altfel spus, au formă de prismă pătratică cu baza pătrată (de mărimi a și b egale) și cu o înălțime (c), astfel încât a și b nu sunt egale cu c.

## Tipuri

### Rețele Bravais
| Rețea Bravais     | Tetragonal primitiv | Tetragonal cu corp central |
| Simbol Pearson    | tP                  | tI                         |
| ----------------- | ------------------- | -------------------------- |
| Celulă elementară |                     |                            |

### Clase cristaline
Cristalele din sistemul tetragonal se clasifică în alte șapte clase cristaline:
- Disfenoidal
- Piramidal
- Dipiramidal
- Scalenoidal
- Piramidal-ditetragonal
- Trapezoidal
- Dipiramidal-ditetragonal

## Exemple
Minerale care cristalizează în sistemul tetragonal sunt: rutilul, cristobalitul, calcopirita, zirconul, etc.